# Додда и
Додда И (ದೊಡ್ಡ ಇ - большое И), дирга свара и (ದೀರ್ಘ ಸ್ವರ ಇ), икараву (канн. ಈಕಾರವು) — четвёртая буква алфавита каннада, обозначает долгий неогубленный гласный переднего ряда верхнего подъёма. Внутри слова передаётся внутристрочным постпозитивным комплексным контактным диакритическим знаком гудису дирга ೀ .  Графически Додда И является усложнением буквы ракараву ( ರ - ಈ ), подобное явление близости долгой «И» и согласной «Ра» характерно для всех южно-индийских алфавитов, кроме малаялам ( ர - ஈ , ర - ఈ , ර - ඊ ).

## Вьякарана (грамматика)
- ಈ — указательное местоимение этот, эта, это, эти.
- ಈಗ (ига) — наречие времени сейчас.

- Гудису дирга
- Гудису дирга 2